# Tommy Körberg
Bert Gustav Tommy Körberg (Norsjö, 4 luglio 1948) è un cantante e attore svedese.

## Biografia
Ha rappresentato la Svezia all'Eurovision Song Contest 1969 e all'Eurovision Song Contest 1988, dopo aver vinto i rispettivi Melodifestivalen con Judy min vän e Stad i ljus. È conosciuto anche per aver preso parte al musical Chess di Benny Andersson e Björn Ulvaeus.